# 2649 Oongaq
A 2649 Oongaq (ideiglenes jelöléssel 1980 WA) a Naprendszer kisbolygóövében található aszteroida. Edward L. G. Bowell fedezte fel 1980. november 29-én.